# فرنسيس إل. ماريني
فرنسيس إل. ماريني (بالإنجليزية: Francis L. Marini)‏ هو قاضي ومحامي وسياسي أمريكي، ولد في 5 مارس 1949 في كوينسي في الولايات المتحدة. حزبياً، نشط في الحزب الجمهوري. وقد انتخب عضو مجلس نواب ماساتشوستس.